# Eissee (sjö i Österrike, Oberösterreich)
Eissee är en sjö i Österrike.   Den ligger i förbundslandet Oberösterreich, i den centrala delen av landet, 220 km väster om huvudstaden Wien. Eissee ligger 2 000 meter över havet.
Trakten runt Eissee består i huvudsak av gräsmarker. Runt Eissee är det ganska glesbefolkat, med 25 invånare per kvadratkilometer.